# Acer pilosum
Acer pilosum — вид клена, який знайдено у змішаних лісах у північно-центральному Китаї (Ганьсу, Внутрішня Монголія, Нінся, Шеньсі, Шаньсі).

## Опис
Acer pilosum — невелике листопадне дерево до 5 метрів заввишки. Гілочки тонкі, голі. Листки нескладні, до 8 см шириною і 12 см в поперечнику, беззубчасті, глибоко розсічені на 3 частки. Суцвіття верхівкові чи бічні, щиткоподібні, голі, багатоквіткові. Чашолистків 5, яйцеподібні, по краю розріджено війчасті. Пелюсток 5, лінійно-видовжені, голі. Тичинок 5 або 6, у плідних квітках майже такої ж довжини, як чашолистки. Плід зеленувато- чи коричнево-жовтий; горішки від злегка опуклих до опуклих, ≈ 6 мм в діаметрі; крило з горішком 20–25 × 8–10 мм, крила розпростерті гостро до майже горизонтально. Квітне у квітні чи травні, плодить у вересні.

## Використання
Продається як садова рослина.